# ルドフォーディアン
| 累代        | 代     | 紀           | 基底年代 Mya |
| ----------- | ------ | ------------ | ------------ |
| 顕生代      | 新生代 | 第四紀       | 2.58         |
| 顕生代      | 新生代 | 新第三紀     | 23.03        |
| 顕生代      | 新生代 | 古第三紀     | 66           |
| 顕生代      | 中生代 | 白亜紀       | 145          |
| 顕生代      | 中生代 | ジュラ紀     | 201.3        |
| 顕生代      | 中生代 | 三畳紀       | 251.902      |
| 顕生代      | 古生代 | ペルム紀     | 298.9        |
| 顕生代      | 古生代 | 石炭紀       | 358.9        |
| 顕生代      | 古生代 | デボン紀     | 419.2        |
| 顕生代      | 古生代 | シルル紀     | 443.8        |
| 顕生代      | 古生代 | オルドビス紀 | 485.4        |
| 顕生代      | 古生代 | カンブリア紀 | 541          |
| 原生代      | 原生代 | 原生代       | 2500         |
| 太古代      | 太古代 | 太古代       | 4000         |
| 冥王代      | 冥王代 | 冥王代       | 4600         |
| 1. 2. 3. 4. |        |              |              |

ルドフォーディアン（英: Ludfordian）は、国際層序委員会によって定められた地質学用語である、地質時代名の一つ。4億2560万年前（誤差90万年）から4億2300万年前（誤差230万年）にあたる、シルル紀ラドロー世を二分した後期である。前期ラドロー世のゴースティアンに続く時代であり、この次の時代はプリドリ世である。なおプリドリ世は2020年1月時点で期に細分されていない。日本語ではラドフォード期とも呼ばれる。
ルドフォーディアン期の間に放散虫は三度目の絶滅事変を迎えた。シルル紀中に起きた前回の大量絶滅（ホメリアン - ゴースティアン境界）では放散虫は打撃を回避したが、今回では全放散虫の科の29%、属の23%が絶滅した。特にウェンロック世からルドロー世にかけて繁栄したEntactinaria目のRotasphaeridae科（Diparvapila属・Rotasphaera属・Secuicollacta属）とPseudorotasphaeridae科（Pseudorotasphaera属）の絶滅が特徴的である。

## 層序学的定義
ルドフォーディアン階の国際標準模式層断面及び地点GSSPはイギリスのラドローから南西2.5キロメートルのサニーヒル・クオリー（北緯52度21分33秒 西経2度46分38秒 / 北緯52.3592度 西経2.7772度）に位置する。示準化石にはフデイシの Saetograptus leintwardinensis leintwardinensis が、二次的な示準化石には腕足動物の Kirkidium knightii や Strophonella euglypha および単体サンゴの D. myops や P. globosa が用いられている。ドーニングによる1981年の論文では Cymbosphaeridium pilaris、Leoniella carminae、Multiplicisphaeridium paraquaferum、Veryhachium leintwardinensis、Leiofusa estrechaを含むアクリタークのバイオゾーンが基底のわずか下方に位置すると報告された。

## 日本において
岐阜県吉城郡上宝村の一重ヶ根層の凝灰岩層からはルドロー世からプリドリ世の三葉虫化石が産出している。福井県の子馬巣谷・伊勢川上流・此木谷右岸・大洞谷に分布する飛騨外縁帯の子馬巣谷層下部の灰色および黒色珪質頁岩からは、Zadrappolus yoshikiensis 群集に属する放散虫化石が産出している。この放散虫群集はルドロー世からプリドリ世にかけての示準化石であるが、前期ルドロー世すなわちゴースティアン期を示す化石が産出していないため、この地層はルドフォーディアン階からプリドリ統に相当すると考えられている。子馬巣谷層中部も一重ヶ根層の放散虫群集に似た群集が産出しているため同時期にあたる可能性があるが、ルドロー世とプリドリ世を特徴づける Praespongocoelia 属や Pseudospongoprunum属が産出しておらず、シルル紀末から前期デボン紀までの生存期間を示す Futobari 属が産出していることから、さらに後の時代に相当する可能性が高い。